# Brenden Morrow
Pour le joueur de baseball, voir Brandon Morrow.
 (janvier 2022).
Si vous disposez d'ouvrages ou d'articles de référence ou si vous connaissez des sites web de qualité traitant du thème abordé ici, merci de compléter l'article en donnant les références utiles à sa vérifiabilité et en les liant à la section « Notes et références ».
Brenden Blair Morrow (né le 16 janvier 1979 à Carlyle dans la Saskatchewan) est un ancien joueur professionnel canadien de hockey sur glace. Il évoluait au poste d'ailier gauche.

## Carrière de joueur

### Carrière junior

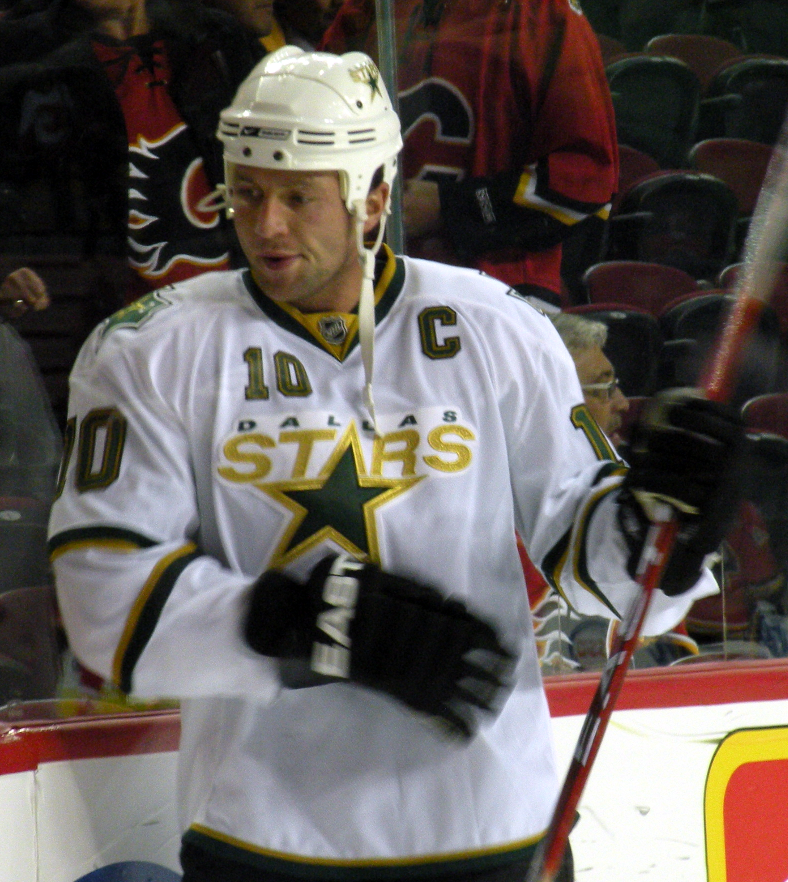
Morrow sous les couleurs des Stars de Dallas en 2009.

Il débute avec les Winter Hawks de Portland de la Ligue de hockey de l'Ouest lors de la saison 1995-1996.

### Carrière professionnelle
Il est repêché par les Stars de Dallas lors de la première ronde, en 25e position au total lors du repêchage d'entrée dans la LNH 1997. En 1999, il débute dans la Ligue nationale de hockey avec les Stars. 
En 2007, il est nommé capitaine de l'équipe des Stars prenant la place de Mike Modano. En 2007-2008, Brenden connaît sa meilleure saison en carrière dans la LNH en inscrivant 74 points dont 34 buts. 
Le 24 mars 2013, Il est échangé aux Penguins de Pittsburgh avec un choix de troisième tour en 2013 contre Joe Murrow et un choix de cinquième ronde en 2013. Le 23 septembre 2013, à titre d'agent libre, il signe un contrat d'une saison avec les Blues de Saint-Louis. 
Le 11 juillet 2014, encore à titre d'agent libre, il signe un autre contrat d'une saison, mais cette fois avec le Lightning de Tampa Bay. 
Le 17 mars 2016, il annonce officiellement sa retraite.

### Carrière internationale
En 2010, il remporte la médaille d'or au sein de  l'équipe du Canada de hockey sur glace aux Jeux olympiques de 2010 à Vancouver. 

## Statistiques
| Saison     | Équipe                   | Ligue      |     | Saison régulière | Saison régulière | Saison régulière | Saison régulière | Saison régulière |    | Séries éliminatoires | Séries éliminatoires | Séries éliminatoires | Séries éliminatoires | Séries éliminatoires |
| Saison     | Équipe                   | Ligue      | PJ  | B                | A                | Pts              | Pun              | PJ               | B  | A                    | Pts                  | Pun                  |                      |                      |
| 1995-1996  | Winter Hawks de Portland | LHOu       | 65  | 13               | 12               | 25               | 61               | 7                | 0  | 0                    | 0                    | 8                    |                      |                      |
| 1996-1997  | Winter Hawks de Portland | LHOu       | 71  | 39               | 49               | 88               | 178              | 6                | 2  | 1                    | 3                    | 4                    |                      |                      |
| 1997-1998  | Winter Hawks de Portland | LHOu       | 68  | 34               | 52               | 86               | 184              | 16               | 10 | 8                    | 18                   | 65                   |                      |                      |
| 1998-1999  | Winter Hawks de Portland | LHOu       | 61  | 41               | 44               | 85               | 248              | 4                | 0  | 4                    | 4                    | 18                   |                      |                      |
| 1999-2000  | K-Wings du Michigan      | LIH        | 9   | 2                | 0                | 2                | 18               | -                | -  | -                    | -                    | -                    |                      |                      |
| 1999-2000  | Stars de Dallas          | LNH        | 64  | 14               | 19               | 33               | 81               | 21               | 2  | 4                    | 6                    | 22                   |                      |                      |
| 2000-2001  | Stars de Dallas          | LNH        | 82  | 20               | 24               | 44               | 128              | 10               | 0  | 3                    | 3                    | 12                   |                      |                      |
| 2001-2002  | Stars de Dallas          | LNH        | 72  | 17               | 18               | 35               | 109              | -                | -  | -                    | -                    | -                    |                      |                      |
| 2002-2003  | Stars de Dallas          | LNH        | 71  | 21               | 22               | 43               | 134              | 12               | 3  | 5                    | 8                    | 16                   |                      |                      |
| 2003-2004  | Stars de Dallas          | LNH        | 81  | 25               | 24               | 49               | 121              | 5                | 0  | 1                    | 1                    | 4                    |                      |                      |
| 2004-2005  | Blazers d'Oklahoma City  | LCH        | 19  | 8                | 14               | 22               | 31               | -                | -  | -                    | -                    | -                    |                      |                      |
| 2005-2006  | Stars de Dallas          | LNH        | 81  | 23               | 42               | 65               | 183              | 5                | 1  | 5                    | 6                    | 6                    |                      |                      |
| 2006-2007  | Stars de Dallas          | LNH        | 40  | 16               | 15               | 31               | 33               | 7                | 2  | 1                    | 3                    | 18                   |                      |                      |
| 2007-2008  | Stars de Dallas          | LNH        | 82  | 32               | 42               | 74               | 105              | 18               | 9  | 6                    | 15                   | 22                   |                      |                      |
| 2008-2009  | Stars de Dallas          | LNH        | 18  | 5                | 10               | 15               | 49               | -                | -  | -                    | -                    | -                    |                      |                      |
| 2009-2010  | Stars de Dallas          | LNH        | 76  | 20               | 26               | 46               | 69               | -                | -  | -                    | -                    | -                    |                      |                      |
| 2010-2011  | Stars de Dallas          | LNH        | 82  | 33               | 23               | 56               | 76               | -                | -  | -                    | -                    | -                    |                      |                      |
| 2011-2012  | Stars de Dallas          | LNH        | 57  | 11               | 15               | 26               | 97               | -                | -  | -                    | -                    | -                    |                      |                      |
| 2012-2013  | Stars de Dallas          | LNH        | 29  | 6                | 5                | 11               | 18               | -                | -  | -                    | -                    | -                    |                      |                      |
| 2012-2013  | Penguins de Pittsburgh   | LNH        | 15  | 6                | 8                | 14               | 19               | 14               | 2  | 2                    | 4                    | 8                    |                      |                      |
| 2013-2014  | Blues de Saint-Louis     | LNH        | 71  | 13               | 12               | 25               | 76               | 2                | 0  | 0                    | 0                    | 0                    |                      |                      |
| 2014-2015  | Lightning de Tampa Bay   | LNH        | 70  | 3                | 5                | 8                | 64               | 24               | 0  | 0                    | 0                    | 22                   |                      |                      |
| Totaux LNH | Totaux LNH               | Totaux LNH | 991 | 265              | 310              | 575              | 1 362            | 118              | 19 | 27                   | 46                   | 130                  |                      |                      |

## Récompenses
- 1999 : sélectionné dans la première équipe d'étoiles de la Ligue de hockey de l'Ouest
- 2010 : médaille d'or aux Jeux olympiques d'hiver de 2010 au sein de l'équipe du Canada de hockey sur glace